# Foramina sacralia posteriora

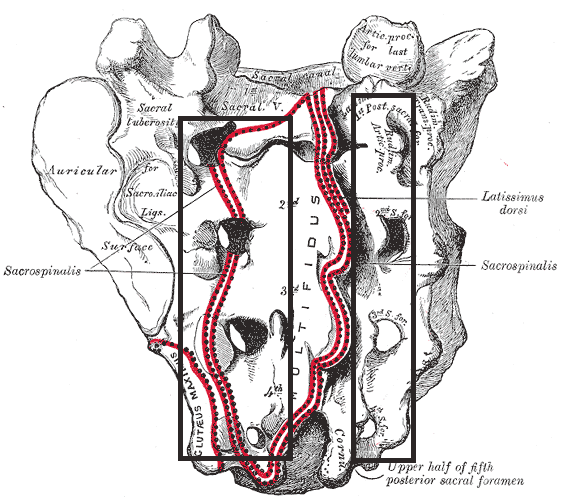
A keresztcsont (a két fekete téglalap jelöli a négy-négy lyukat)

A keresztcsont (os sacrum) hátsó felszínének nyúlványaitól külső felére esve találhatóak a foramina sacralia posteriora. Kisebbek és szabálytalanabb alakúak mint a foramina sacralia anteriora. Szintén négy-négy darab van belőlük a két oldalon. A nercus sacralis rami posteriores nervorum sacralium részei futnak itt.